# Tjokropranolo
Tjokropranolo (21 mai 1924 - 22 juillet 1998), est un officier militaire et politicien indonésien, gouverneur de Jakarta de 1977 à 1982.
Il a été l'assistant de Sudirman durant la Révolution nationale indonésienne et a écrit une biographie sur lui.